# Nadtlenki

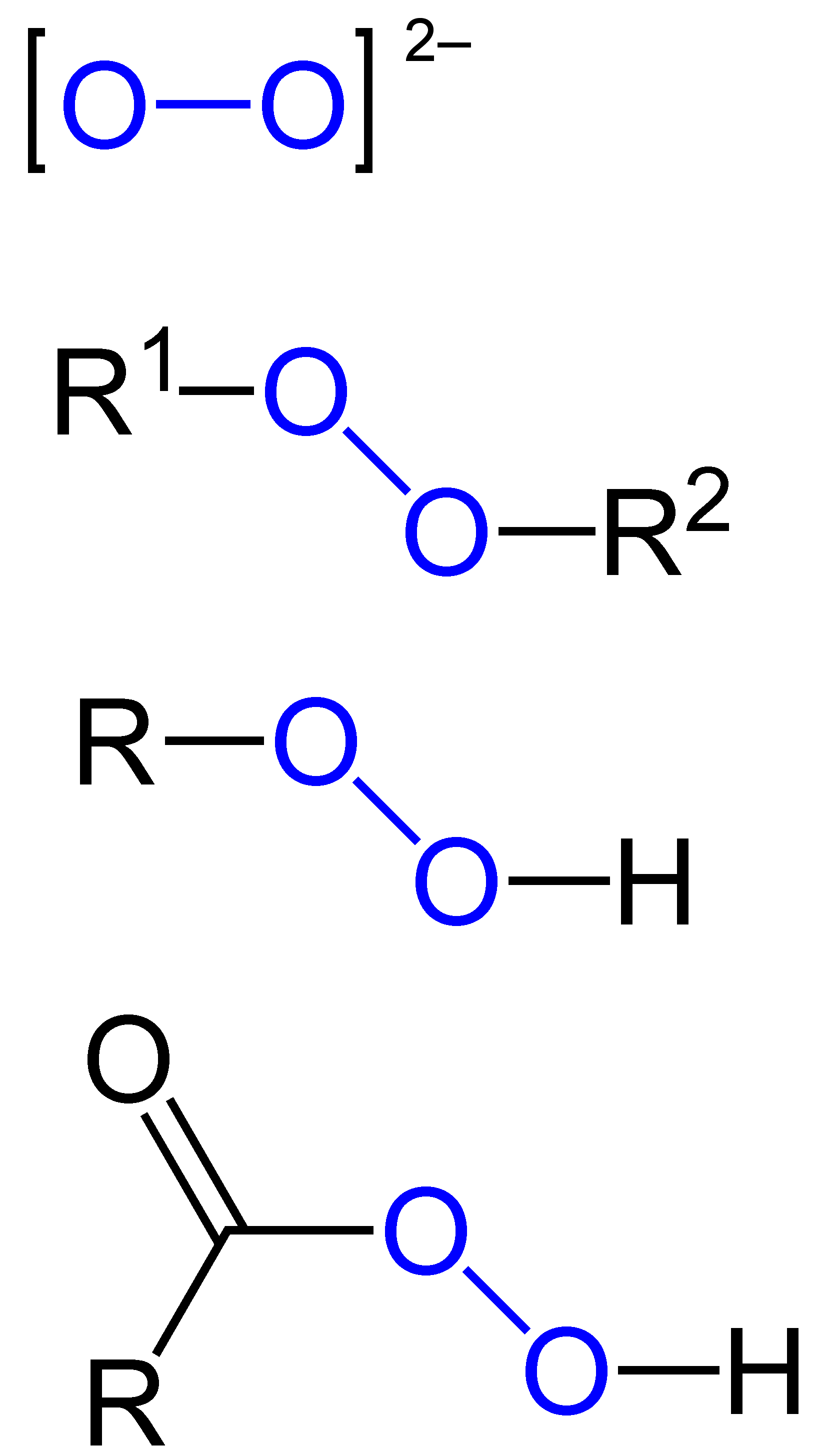
Struktura dianionu nadtlenkowego oraz wybranych grup nadtlenków organicznych

Nadtlenki – związki chemiczne, w których tlen występuje na formalnym -I stopniu utlenienia. 
Charakterystyczną cechą nadtlenków jest wiązanie pomiędzy atomami tlenu (mostek tlenowy) −O−O−, które łatwo ulega rozerwaniu, przez co nadtlenki mają bardzo silne właściwości utleniające i generują wolne rodniki. Ogrzewanie nadtlenku prowadzi do wydzielania tlenu atomowego [O] lub rodników nadtlenkowych. 
2Na2O2 → 2Na2O + O2
Wszystkie nadtlenki jonowe pod działaniem kwasu wydzielają nadtlenek wodoru:
K2O2 + 2HCl → H2O2 + 2KCl

## Zastosowania
Nadtlenek baru BaO2 znajduje zastosowanie w pirotechnice, wcześniej był wykorzystywany również do produkcji nadtlenku wodoru:
BaO2 + H2SO4 → BaSO4 + H2O2
Woda utleniona jest 3% roztworem nadtlenku wodoru, natomiast jego 30% roztwór to perhydrol.
Nadtlenek sodu jest stosowany jako regenerator tlenu (absorber dwutlenku węgla) np. w okrętach podwodnych i na stacjach kosmicznych, w wyniku reakcji:
2Na2O2 + 2CO2 → 2Na2CO3 + O2
Nadtlenek benzoilu stosowany jest m.in. jako inicjator polimeryzacji np. metakrylanu metylu